# Scopula impuncta
Scopula impuncta är en fjärilsart som beskrevs av Barend J. Lempke 1949. Scopula impuncta ingår i släktet Scopula och familjen mätare. Inga underarter finns listade.